# Chai Ge
Chen Xiaoke (chino= 陳曉柯) más conocido como Chai Ge (chino= 柴格), es un actor, modelo y cantante chino.

## Biografía
Estudió cine y televisión en la Universidad Donghua (东华大学) de donde se graduó en el 2011.

## Carrera
Es miembro de la agencia "EE-Media" (天娱传媒) desde el 2010.
En abril del 2018 se unió al elenco de la serie Cinderella Chef donde interpretó a Song Qi, un general y subordinado de Xia Chunyu (Thassapak Hsu), así como el amigo y protector de Ye Jinxuan (Chong Danni), por quien muere mientras intenta protegerla.
En marzo del 2020 se unió al elenco principal de la serie Novoland: Castle in the Sky 2 donde dio vida a Fang Qimo, un humano y miembro de las tropas "Silver Wings" en entrenamiento, que es amigo y admira a Feng Ruche (Wang Yuwen).
En abril del mismo año se unió al elenco principal de la película Novoland: The Castle in the Sky - Time Reversal donde interpretó a Feng Ren (Nan Feng), el segundo príncipe de la tribu Yu, quien se enamora de Fang Qiwu (Wang Yuwen), la reina de la tribu humana. La película fue el spin-off de la serie Novoland: Castle in the Sky 2.

## Filmografía

### Series de televisión
| Año  | Título                         | Personaje   | Notas        |
| ---- | ------------------------------ | ----------- | ------------ |
| 2020 | Novoland: Castle in the Sky 2  | Fang Qimo   |              |
| 2018 | Cinderella Chef                | He Zhongbao | 28 episodios |
| 2017 | Rookie Time (南北兄弟)         | Wang Nanyue | 20 episodios |
| 2015 | Singles Villa (只因单身在一起) | Zheng Fan   | ep. #8       |
| 2013 | Swordsman (笑傲江湖)           | A'Zheng     |              |
| 2013 | Runaway Sweetheart (落跑甜心)  | Chen Xiaoke |              |
| 2013 | Enjoy My Life (快乐ELIFE)      | -           |              |
| 2013 | Hero (英雄)                    | -           |              |
| 2013 | 我的极品是前任                 | -           |              |
| 2011 | Hold Your Youth (Hold 住青春)  | Chai Ge     | 10 episodios |
| 2011 | Hello Summer (夏日甜心)        | Chai Ge     | 8 episodios  |

### Películas
| Año  | Título                                          | Personaje         | Notas                                                                                |
| ---- | ----------------------------------------------- | ----------------- | ------------------------------------------------------------------------------------ |
| 2020 | Novoland: The Castle in the Sky - Time Reversal | Príncipe Feng Ren | junto a Wang Yuwen, Li Daikun y Chong Danni                                          |
| 2016 | A Chinese Odyssey Part Three                    | Huang Xiaoming    | junto a Han Geng, Tiffany Tang, Wu Jing, Karen Mok, Juck Zhang, He Jiong y Wang Yibo |
| 2015 | Forever Young (栀子花开)                        | Ji Yan            | junto a Li Yifeng, Zhang Huiwen, Jiang Jinfu, Wei Daxun, Leon Zhang y Nichkhun       |
| 2012 | 飞跃环宇                                        | 林环宇            |                                                                                      |
| 2011 | 梦游症                                          | 柴格              |                                                                                      |

### Programas de televisión
| Año  | Título                         | Notas       |
| ---- | ------------------------------ | ----------- |
| 2010 | 2010 Happy Boy (2010 快乐男声) | concursante |

### Revistas / sesiones fotográficas
| Año | Título  | Notas |
| --- | ------- | ----- |
| -   | So Cool |       |

## Discografía

### Singles
| Año  | Título     | Personaje                   | Notas                       |
| ---- | ---------- | --------------------------- | --------------------------- |
| 2013 | 原来就是你 | OST de "Runaway Sweetheart" | junto a Renata Tan (谈莉娜) |